# Успенка (Одесская область)
Успенка (укр. Успенка) — село, относится к Николаевскому району Одесской области Украины.
Население по переписи 2001 года составляло 7 человек. Почтовый индекс — 67042. Телефонный код — 8-04857. Занимает площадь 0,51 км². Код КОАТУУ — 5123584505.